# Euphyia tritypa
Euphyia tritypa là một loài bướm đêm trong họ Geometridae.